# Megachile geoffrei
Megachile geoffrei är en biart som beskrevs av Cockerell 1920. Megachile geoffrei ingår i släktet tapetserarbin, och familjen buksamlarbin. Inga underarter finns listade i Catalogue of Life.